# Целль-им-Визенталь
Целль-им-Визенталь (нем. Zell im Wiesental, алем. нем. Zell im Wiisedal [tsəl ɪm vizədɑl]) — город в Германии, в земле Баден-Вюртемберг.
Подчинён административному округу Фрайбург. Входит в состав района Лёррах. Население составляет 5937 человек (на 31 декабря 2010 года). Занимает площадь 36,13 км². Официальный код — 08 3 36 103.

## Города-побратимы
- Амбрён (Франция)